# Супрунівська сільська рада (Полтавський район)
Супрунівська сільська рада — колишній орган місцевого самоврядування у Полтавському районі Полтавської області з центром у селі Супрунівка.

## Населені пункти
Сільраді були підпорядковані населені пункти:
- c. Супрунівка
- с. Говтвянчик
- с. Івашки
- с. Мильці
- с. Шостаки